# Phanerochaete salmonicolor
Phanerochaete salmonicolor är en svampart som först beskrevs av Berk. & Broome, och fick sitt nu gällande namn av Jülich 1975. Phanerochaete salmonicolor ingår i släktet Phanerochaete och familjen Phanerochaetaceae.   Inga underarter finns listade i Catalogue of Life.